# 400 mètres nage libre masculin aux championnats du monde de natation 2023
Cet article traite de l'épreuve masculine. Pour la compétition féminine, voir 400 mètres nage libre féminin aux championnats du monde de natation 2023.
Le 400 mètres nage libre masculin est une épreuve de natation sportive des championnats du monde de natation 2023. Elle a lieu le 23 juillet 2023 à Fukuoka au Japon.

## Records
Avant cette compétition, les records dans cette discipline étaient :
| Record du monde       | 3 min 40 s 07 | Paul Biedermann | 26 juillet 2009 | Rome, Italie |
| Record du championnat | 3 min 40 s 07 | Paul Biedermann | 26 juillet 2009 | Rome, Italie |

## Résultats détaillés
Les 8 meilleurs temps se qualifient pour la finale (Q).

### Séries
| Rang | Série | Ligne | Nageur                | Pays                   | Temps         | Commentaire     |
| ---- | ----- | ----- | --------------------- | ---------------------- | ------------- | --------------- |
| 1    | 6     | 4     | Samuel Short          | Australie              | 3 min 42 s 44 | Q               |
| 2    | 6     | 3     | Felix Auböck          | Autriche               | 3 min 44 s 14 | Q               |
| 3    | 5     | 5     | Guilherme Costa       | Brésil                 | 3 min 44 s 17 | Q               |
| 4    | 5     | 7     | Ahmed Hafnaoui        | Tunisie                | 3 min 44 s 34 | Q               |
| 5    | 5     | 4     | Lukas Märtens         | Allemagne              | 3 min 44 s 42 | Q               |
| 6    | 6     | 2     | Kim Woo-min           | Corée du Sud           | 3 min 44 s 52 | Q               |
| 7    | 6     | 5     | Elijah Winnington     | Australie              | 3 min 44 s 63 | Q               |
| 8    | 5     | 3     | Antonio Djakovic      | Suisse                 | 3 min 45 s 43 | Q               |
| 9    | 5     | 2     | Kieran Smith          | États-Unis             | 3 min 45 s 77 |                 |
| 10   | 6     | 0     | Kristóf Rasovszky     | Hongrie                | 3 min 46 s 56 |                 |
| 11   | 5     | 0     | Alfonso Mestre        | Venezuela              | 3 min 46 s 61 | Record national |
| 12   | 6     | 6     | Marco De Tullio       | Italie                 | 3 min 47 s 23 |                 |
| 13   | 5     | 1     | Lucas Henveaux        | Belgique               | 3 min 47 s 88 |                 |
| 14   | 6     | 1     | Matteo Ciampi         | Italie                 | 3 min 48 s 12 |                 |
| 15   | 5     | 8     | Marwan El-Kamash      | Égypte                 | 3 min 48 s 31 |                 |
| 16   | 4     | 7     | Kregor Zirk           | Estonie                | 3 min 48 s 43 |                 |
| 17   | 6     | 7     | David Johnston        | États-Unis             | 3 min 48 s 68 |                 |
| 18   | 4     | 5     | Bar Soloveychik       | Israël                 | 3 min 49 s 21 |                 |
| 19   | 4     | 2     | Dimitrios Markos      | Grèce                  | 3 min 49 s 41 |                 |
| 20   | 4     | 1     | Carlos Quijada        | Espagne                | 3 min 49 s 60 |                 |
| 21   | 5     | 6     | Oliver Klemet         | Allemagne              | 3 min 49 s 79 |                 |
| 22   | 4     | 6     | Krzysztof Chmielewski | Pologne                | 3 min 49 s 90 |                 |
| 23   | 4     | 8     | Eric Brown            | Canada                 | 3 min 50 s 68 |                 |
| 24   | 4     | 3     | Khiew Hoe Yean        | Malaisie               | 3 min 50 s 78 |                 |
| 25   | 6     | 8     | Logan Fontaine        | France                 | 3 min 51 s 56 |                 |
| 26   | 4     | 4     | Luke Turley           | Royaume-Uni            | 3 min 51 s 95 |                 |
| 27   | 4     | 0     | Jovan Lekić           | Bosnie-Herzégovine     | 3 min 53 s 17 |                 |
| 28   | 3     | 6     | Joaquín Vargas        | Pérou                  | 3 min 53 s 54 |                 |
| 29   | 3     | 2     | Eduardo Cisternas     | Chili                  | 3 min 53 s 80 | Record national |
| 30   | 3     | 5     | Velimir Stjepanović   | Serbie                 | 3 min 54 s 25 |                 |
| 31   | 4     | 9     | Glen Lim Jun Wei      | Singapour              | 3 min 54 s 42 |                 |
| 32   | 6     | 9     | Zac Reid              | Nouvelle-Zélande       | 3 min 55 s 55 |                 |
| 33   | 5     | 9     | Zhang Ziyang          | Chine                  | 3 min 55 s 76 |                 |
| 34   | 3     | 1     | Tonnam Kanteemool     | Thaïlande              | 3 min 56 s 69 |                 |
| 35   | 3     | 3     | Kushagra Rawat        | Inde                   | 3 min 59 s 03 |                 |
| 36   | 3     | 4     | Đỗ Ngọc Vĩnh          | Viêt Nam               | 4 min 2 s 05  |                 |
| 37   | 3     | 7     | Pavel Alovatki        | Moldavie               | 4 min 2 s 43  |                 |
| 38   | 3     | 0     | Loris Bianchi         | Saint-Marin            | 4 min 3 s 88  |                 |
| 39   | 2     | 3     | Sauod Al-Shamroukh    | Koweït                 | 4 min 4 s 95  |                 |
| 40   | 2     | 8     | Gerald Hernández      | Nicaragua              | 4 min 5 s 13  | Record national |
| 41   | 2     | 4     | Alberto Vega          | Costa Rica             | 4 min 5 s 18  |                 |
| 42   | 1     | 6     | Raekwon Noel          | Guyana                 | 4 min 5 s 70  |                 |
| 43   | 2     | 5     | Théo Druenne          | Monaco                 | 4 min 6 s 58  | Record national |
| 44   | 1     | 4     | Mal Gashi             | Kosovo                 | 4 min 7 s 65  |                 |
| 45   | 2     | 6     | Nikola Ǵuretanoviḱ    | Macédoine du Nord      | 4 min 7 s 87  |                 |
| 46   | 2     | 0     | Nasir Yahya Hussain   | Népal                  | 4 min 8 s 23  | Record national |
| 47   | 2     | 7     | Líggjas Joensen       | Îles Féroé             | 4 min 9 s 17  |                 |
| 48   | 2     | 9     | Timothy Leberl        | Maurice                | 4 min 9 s 47  |                 |
| 49   | 2     | 1     | Mauricio Arias        | République dominicaine | 4 min 11 s 15 |                 |
| 50   | 1     | 5     | Muhammad Siddiqui     | Pakistan               | 4 min 12 s 29 | Record national |
| 51   | 2     | 2     | José Campo            | Salvador               | 4 min 15 s 97 |                 |
| 52   | 3     | 9     | Dylan Cachia          | Malte                  | 4 min 16 s 27 |                 |
| 53   | 1     | 2     | Ali Al-Awi            | Bahreïn                | 4 min 17 s 02 | Record national |
| 54   | 1     | 3     | Mohammed Al-Zaki      | Arabie saoudite        | 4 min 20 s 48 |                 |
| 55   | 3     | 8     | Mark Ducaj            | Albanie                | 4 min 20 s 88 |                 |

### Finale
| Rang               | Ligne | Nageur            | Pays         | Temps         | Commentaire      |
| ------------------ | ----- | ----------------- | ------------ | ------------- | ---------------- |
| Médaille d'or      | 4     | Samuel Short      | Australie    | 3 min 40 s 68 |                  |
| Médaille d'argent  | 6     | Ahmed Hafnaoui    | Tunisie      | 3 min 40 s 70 | Record d'Afrique |
| Médaille de bronze | 2     | Lukas Märtens     | Allemagne    | 3 min 42 s 20 |                  |
| 4                  | 3     | Guilherme Costa   | Brésil       | 3 min 43 s 58 |                  |
| 5                  | 7     | Kim Woo-min       | Corée du Sud | 3 min 43 s 92 |                  |
| 6                  | 8     | Antonio Djakovic  | Suisse       | 3 min 44 s 22 |                  |
| 7                  | 1     | Elijah Winnington | Australie    | 3 min 44 s 26 |                  |
| 8                  | 5     | Felix Auböck      | Autriche     | 3 min 44 s 43 |                  |